# Schloss Hackenberg

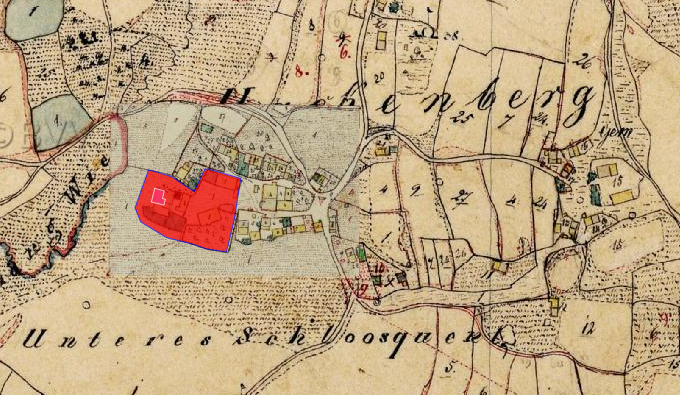
Lageplan von Schloss Hackenberg auf dem Urkataster von Bayern

Das Schloss Hackenberg befindet sich im Ortsteil Hackenberg der oberpfälzischen Gemeinde Bernhardswald in Bayern (Am Schlossgewende 6–7). Die Anlage ist unter der Aktennummer D-3-75-119-6 als denkmalgeschütztes Baudenkmal von Hackenberg verzeichnet. Ebenso wird sie als Bodendenkmal unter der Aktennummer D-3-6839-0079 im Bayernatlas als „archäologische Befunde im Bereich des ehem. Schlosses von Hackenberg, zuvor mittelalterliche Burg“ geführt.

## Geschichte
Die Burg ist vermutlich in der zweiten Hälfte des 12. Jahrhunderts im Rodungsgebiet des Vorderen Bayerischen Waldes entstanden. Aber erst für die Jahre 1440 und 1460 ist Hackenberg anlässlich eines Besitzerwechsels als Veste bzw. als Burg Hackenberg dokumentiert. 1275 erscheint ein Ulricus Hachenbergius, Sohn des bischöflichen Ministerialen Heinricus de Paumgarten; Ulricus erwirbt von dem Regensburger Bischof Leo Thundorfer zwei Höfe in Kößnach. Im herzoglichen Urbar für das Viztumamt Lengenfeld von 1326 wird von einem abgabepflichtigen Hof in Hackenberg berichtet, den ein Abkömmling des Rittergeschlechts der Stör als Ersatz für die Burg Störstein erhalten habe. Bereits im Urbar von 1285 wird eine curia angeführt, die vielleicht mit der Burg Hackenberg identisch ist. Im frühen 14. Jahrhundert wird auswärtiger Besitz eines Hachenperger im Urbar des Viztumamtes Straubing angesprochen, was mir den Höfen zu Kößnach korrespondieren könnte. 1355 erscheint ein Heinricus de Hakcemberg und 1385 ein Thoman dem Hachenberger, wobei bei Letzterem unsicher ist, ob er noch in Hackenberg ansässig ist.
1377 wird hier ein Erhart der Igel zu Hochenperg aus einer Regensburger Bürgerfamilie genannt; 1423/40 werden hier Hainrich und Ruprecht die Igel zu Hachenperg erwähnt. 1423 vermitteln Hainrich und Ruprecht die Igel zu Hachenperg eine Erbteilung zwischen zwei Linien der Paulsdorfer. Die Igel müssen damals also noch im Besitz von Hackenberg gewesen sein. Sie wurden von einem Hans Sauder abgelöst, der aber bereits 1440 die Veste Hackenberg samt Vogteigericht und allen Pertinenzen an Sebastian Bayerstorfer verkauft. Die Erwähnung eines Vogteigerichtes legt die Vermutung nahe, dass Hackenberg ursprünglich kirchlicher Grundherrschaft unterstand. 1460 wird die Burg Hackenberg an einen Albert Präckendorfer zu Präckendorf und Siegenstein verkauft. Die Familie der Präckendorfer bleibt bis zum Ende des 16. Jahrhunderts (1598) im Besitz von Hackenberg. Unter ihnen wird Hackenberg eine Hofmark. Nach 1560 sind die Präckendorfer auch im Besitz des Präsentationsrechts für die Kirche von Lambertsneukirchen. Zu dieser Zeit ist das Herrschaftsgebiet von Hackenberg protestantisch (1545–1617). 1513 wird hier ein Achaz Präckendorfer genannt, 1532 Hans Präckendorfer, Kastner und Landschreiber zu Burglengenfeld, und 1566 Georg Hans Präckendorfer; am 8. Dezember 1591 verstirbt dieser Georg von Präckendorf, ohne einen männlichen Erben zu hinterlassen.
1601 erfolgt die Teilung des Besitzes unter den Erben der Präckendorfer; diese sind Hans Thoma von und zu Prackendorf auf Schönau, Hans Nothaft auf Wernberg und Bernhardswald, Joachim Poysel zu Geirzeller und Roßhäupten als Gemahl der Luzia von Präckendorf, Hans Wallrab von Hauzendorf zu Wolfersdorf. 1618 heiratet Hans Ludwig von Eyb zu Runding und Wolfersdorf die Afra Wallrab, Tochter des Hans Wallrab, und erbt so Hackenberg und Wolfersdorf. 1625 kauft Hans Griesmayr von Inkoven die Herrschaft Hackenberg um 12 000 Gulden. Am 29. September 1628 kauft Ludwig von Eyb († 1635) Hackenberg wieder zurück. Danach wechseln die Besitzer häufig.
Im Mai 1632 wird im Verlauf des  Dreißigjährigen Krieges neben anderen Nachbarorten auch Hackenberg von kaiserlichen Kroaten geplündert. 1636 sucht Eva Fischer, verwitwete Griesmayr, darum an, ihr das Landsassengut Hackenberg zu übergeben, nachdem dessen verstorbener Besitzer Ludwig von Eyb erhebliche Schulden bei ihr hatte. 1641 ist der kurfürstliche Bräuverwalter Christoph Fischer zu Göttersdorf Besitzer der Burg. Auf dem Landtag zu Neuburg kauft der Hauptmann Christian Weber am 30. Oktober 1652 die Herrschaft Hackenberg um 5000 Gulden. Am 3. Januar 1660 („durch Kauf auf der Gant“) erwirbt der Neumarkter Bürgermeister Johann Heinrich Griesmayer das Hackenberger Gut. 1680 streiten Hannß Christoff Guralt und dessen Tochter Anna Cäcilia als Erben des verstorbenen Hans Thomas von Päckendorf († 16. September 1669) mit den Fischerischen Erben um Hackenberg. Am 10. Dezember 1680 erwirbt Anna Cäcilia Guralt, geb. Präckendorf († 1689), die Hackenberger Herrschaft. Am 22. Februar 1689 tritt ihre Tochter Isabella von Guralt (gemeinsam mit ihrer Schwester Anna) ihre Nachfolge an.
Um kommt es zu einem 1720 Brand des Hackenberger Schlosses; der Wiederaufbau dauert bis 1723.
1721 erbt Hans von Lueger, bayerischer Regierungsrat zu Straubing, die Hackenberger Herrschaft von seiner Mutter Anna Susanna Luegerin, geborene Guraltin von Hackenberg. 1731 kauft Franz Wilhelm Freiherr von Sickenhausen von seinem Vetter Hans von Lueger das Hackenberger Schloss. Ihm folgt Georg Ignaz Freiherr von Sickenhausen. 1772 wird Johann Wilhelm Freiherr von der Horst Nachfolger des Freiherrn von Sickenhausen. 1780 treten die Nichten von Baron Horst, die beiden Freifrauen von Höfen, als Besitzerinnen von Hackenberg auf. Als Hofmarksadministrator fungiert Baron Franz von Asch zu Hauzendorf, da Frauen damals nicht als Hofmarksrichterinnen auftreten konnten. 1783 erhält  Friedrich Carl Freiherr von Dallwig, pfalzbayerischer Kämmerer und Oberst, das Hackenberger Schlossgut durch Heirat mit der Freiherrin von Höfen. Nach dem Tod ihres Ehemannes verwaltet die verwitwete Baronin von Dallwig den Besitz. 1830 kauft Baron von Schwerin zu Hauzendorf den Hackenberger Besitz hinzu.
1840 gelangt Hackenberg in den Besitz des Kollegiatstifts zur Alten Kapelle. Nach 1840 wird Hackenberg an den Posthalter Wittmann von Neunburg vorm Wald veräußert, der dann das Schlossgut samt Bräuhaus zertrümmert. Das Schloss und einige Gründe kauft der Söldner Jakob Oberberger von Appendorf. Mit der Umwandlung in ein bürgerliches Wohnhaus endet die über 500-jährige Geschichte des Hackenberger Adelssitzes.
Bis 1811 gehört Hackenberg zum Landgericht Burglengenfeld. Mit der Entschließung vom 20. Februar 1811 wird die Ruralgemeinde Hackenberg gebildet und dem neu entstandenen Landgericht Regenstauf unterstellt; in Hackenberg wird ein Patrimonialgericht II. Klasse gebildet. 1867 wird die Gemeinde Hackenberg dem Landgericht Nittenau zugewiesen und 1880 wieder im Amtsgericht Regenstauf. Am 1. Juli 1972 wird durch die bayerische Gebietsreform auch die Gemeinde Hackenberg aufgelöst und der Gemeinde Bernhardswald im Landkreis Regensburg eingegliedert.

## Schloss Hackenberg heute
Das heutige Schloss am Westrand des Ortes Hackenberg geht auf eine kleine Burg zurück. Die Anlage war einst im Norden und Westen durch einen zum Zünchmühlbach abfallenden Hang geschützt, im Süden und Osten soll noch zu Beginn des 20. Jahrhunderts ein Graben die Anlage gesichert haben. Die Anlage besteht aus drei Gebäuden, die um kleinen Innenhof gruppiert sind. Das heute sich dort befindliche Gebäude besitzt einen Treppengiebel. In dem Gebäude sollen auf romanische Zeiten zurückgehende Buckelquader verbaut sein.
Eine 1852 profanierte und zu einem Wohnhaus umgebaute Schlosskapelle zum hl. Kreuz stand früher östlich in dem Hof, sie stammt möglicherweise aus dem 18. Jahrhundert.